# Gostomia (gmina w rejencji opolskiej)
Gostomia (niem. Amtsbezirk Simsdorf) – zbiorowa gmina wiejska (Amtsbezirk) w powiecie prudnickim, rejencji opolskiej. Funkcjonowała w latach 1874–1945 w Rzeszy Niemieckiej. Siedzibą gminy była Gostomia (Simsdorf).
Gminę Gostomia utworzono 1 maja 1874 na obszarze powiatu prudnickiego. Powstała z obszaru gromad Gostomia, Solec (Altzülz), Browiniec Polski (Polnisch Probnitz) i Rostkowice (Rosenberg). Pierwszym administratorem okręgu został Paul Bötticher zamieszkały w Gostomi.
Jednostka przetrwała do 1945 roku. Po II wojnie światowej została zniesiona. W grudniu 1945 władze polskie utworzyły w reaktywowanym powiecie prudnickim gminę Gostomia w innych granicach administracyjnych.